# Erich Römer
Erich „Ete” Römer (Német Birodalom, Berlin, 1894. június 2. – Nyugat-Németország, Berlin, 1987. március 26.) Európa-bajnok, világbajnoki ezüst- és bronzérmes és olimpiai bronzérmes német jégkorongozó, olimpikon.
Részt az 1928. évi téli olimpiai játékokon a jégkorongtornán. A német csapat a C csoportba került. Első mérkőzésükön 0–0-t játszottak az osztrák válogatottal, majd 1–0-ra kikaptak a svájci csapattól. A csoportban az utolsó, 3. helyen végeztek 1 ponttal és nem jutottak a négyes döntőbe. Összesítésben a 10. lettek.
Az 1932. évi téli olimpiai játékokon szintén játszott a jégkorongtornán. Az amerikai olimpiára csak négy csapat ment el, így oda-visszavágós volt a torna. A lengyel csapat, a kanadai csapat és az amerikai csapat vett részt. A két észak-amerikai válogatott mögött végeztek a harmadik helyen, így olimpiai bronzérmesek és világbajnoki bronzérmesek is lettek.
Az 1930-as jégkorong-világbajnokságon ezüstérmes lett és ez Európa-bajnokságnak is számított, így Európa-bajnokok is lettek. Az 1934-es jégkorong-világbajnokságon bronzérmes lett és ez Európa-bajnokságnak is számított, így Európa-bajnokok is lettek.
Klubcsapata a Berliner SC volt. Tízszeres német bajnok: 1924–1926, 1928–1933, 1936. Háromszoros Spengler-kupa győztes: 1924, 1926, 1928.
Tagja a Német Jégkorong Hírességek Csarnokának.